# Pałac w Luboradzu
Pałac w Luboradzu – zabytkowy pałac w Luboradzu (województwo dolnośląskie) powstał w latach 1681–1686 w wyniku przebudowy istniejącego tu wcześniej dworu obronnego. W XVIII, XIX i XX wieku był przebudowywany, po raz ostatni w latach 1938–1944 według projektu Augusta Wilhelma Hogreve’a.

## Historia
Pierwotnie w tym miejscu istniał dwór obronny z XVI wieku. Budynek ten w latach w 1681-1686 został gruntownie przebudowany na potężny pałac o barokowej formie. W XVIII i XIX wieku budowla była przerabiana i restaurowana. W latach 1938–1944 budynek został przebudowany według projektu Augusta Wilhelma Hogreve’a. Po 1945 roku pałac był w dobrym stanie i należał do Urzędu Gminy w Mściwojowie. W latach 1961–1963, oraz 1983–1984 budynek był remontowany, obecnie jest w złym stanie technicznym.

## Architektura
Pałac jest dwutraktową, czteroskrzydłową budowlą z niewielkim dziedzińcem, posiada dwie kondygnacje i kryty jest dachami dwuspadowymi. Nad wejściem od strony dziedzińca zachował się kartusz z herbami Christopha Wazlawa von Nostitz (1643-1712) (L) i Marie Juliane von Tschetschau-Mettich (P). Wschodnia elewacja z portalem bramnym i balkonem ponad dawną fosą podobna jest do wystroju zewnętrznego wczesnorenesansowych pałaców miejskich Starej Kastylii. W zachodniej części widoczne są na elewacjach relikty ozdób sgraffitowych w stylu renesansowo-manierystycznym. Wewnątrz znajduje się sala balowa z portretami właścicieli pałacu pochodząca z końca XVII wieku oraz polichromowane, renesansowe stropy belkowe w kilku pomieszczeniach. Od południa z budowlą sąsiadują pozostałości po parku oraz dawne budynki dworskie: stajnie i domy. Pałac jest częściowo zrujnowany. Obecnie są prowadzone prace renowacyjne wykonywane na zlecenie właściciela.
Przy pałacu znajdują się figury śś. Floriana z herbem von Nostitz na cokole oraz Jana Nepomucena z herbem von Frankenberg na cokole.

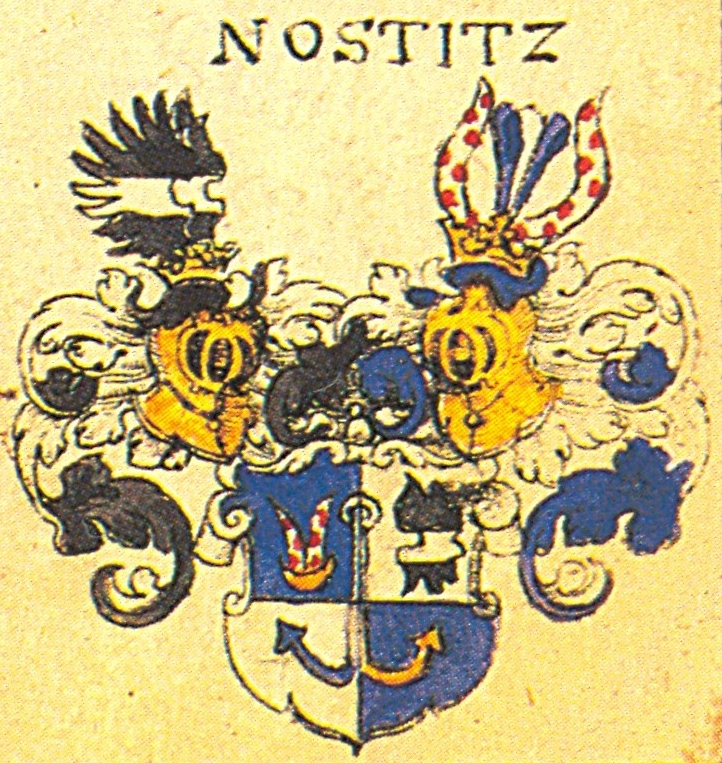
Herb von Nostitz
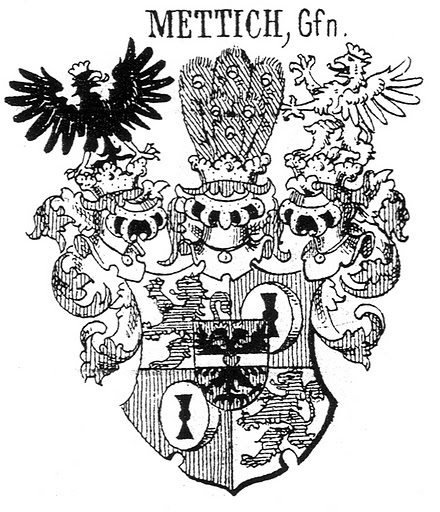
Herb von Mettich
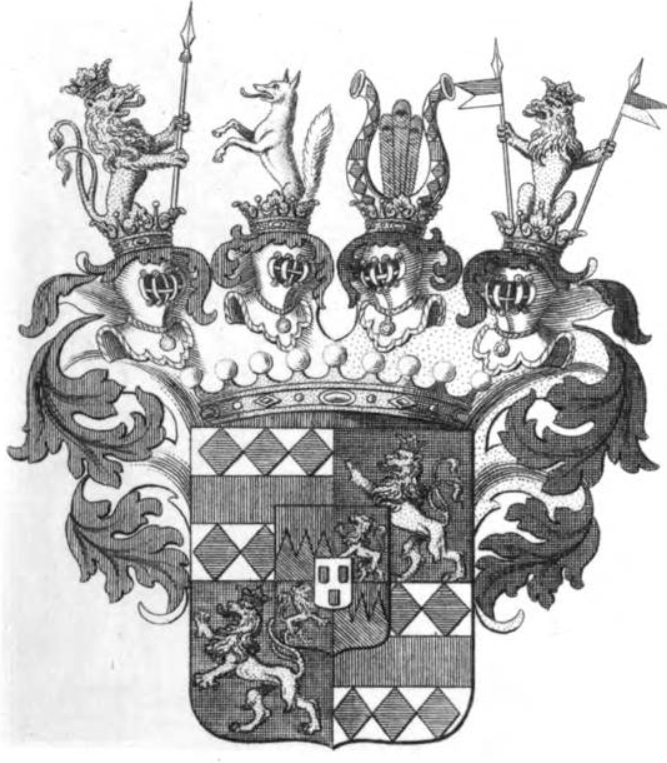
Herb hr. von Frankenberg
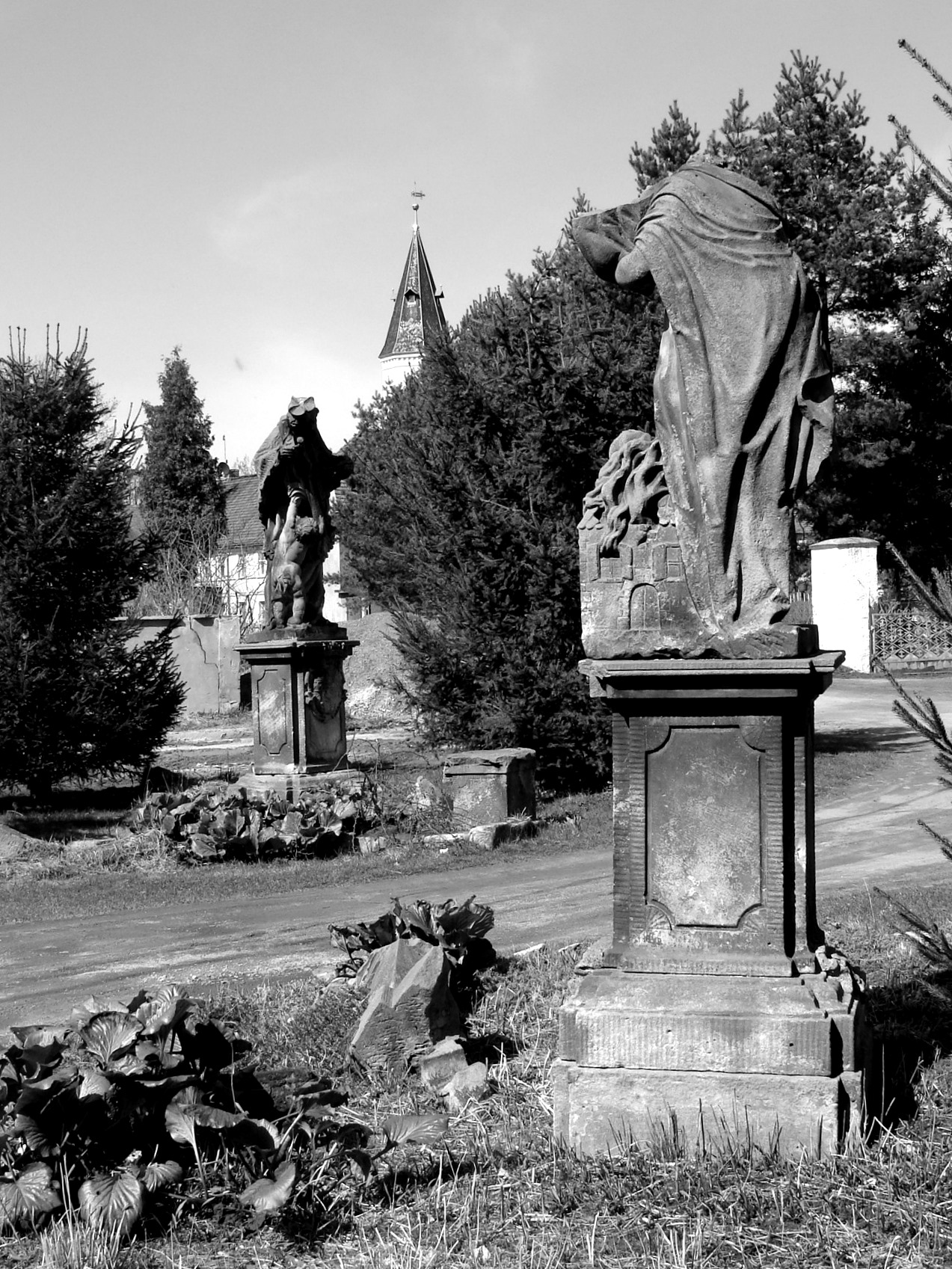
Figury śś. Floriana i Nepomucena